# Брунівка
Бруні́вка —  село в Україні, у Новоселівській сільській громаді Полтавського району Полтавської області. Населення становить 21 осіб. До 2017 орган місцевого самоврядування — Новоселівська сільська рада.

## Географія
Село Брунівка знаходиться за 1 км від лівого берега річки Свинківка, вище за течією на відстані 1 км розташоване село Надержинщина, нижче за течією на відстані 1,5 км розташоване село Новоселівка. Поруч проходить автомобільна дорога Т 1707.

## Населення

### Мова
Розподіл населення за рідною мовою за даними перепису 2001 року:
| Мова       | Кількість | Відсоток |
| ---------- | --------- | -------- |
| українська | 18        | 85.71%   |
| румунська  | 2         | 9.52%    |
| російська  | 1         | 4.77%    |
| Усього     | 21        | 100%     |

## Історія
12 червня 2020 року, відповідно до розпорядження Кабінету Міністрів України № 721-р «Про визначення адміністративних центрів та затвердження територій територіальних громад Полтавської області», село увійшло до складу Новоселівської сільської громади.
19 липня 2020 року, в результаті адміністративно - територіальної реформи та ліквідації Полтавського району(1925-2020), село увійшло до складу новоутвореного Полтавського району.